# Флёри-Вашон, Катрин
Катри́н Домини́к Мари́-Кристи́н Флёри́-Вашо́н (фр. Catherine Dominique Marie-Christine Fleury-Vachon; 18 июня 1966, Париж) — французская дзюдоистка полусредней весовой категории, выступала за сборную Франции в конце 1980-х — середине 1990-х годов. Чемпионка летних Олимпийских игр в Барселоне, чемпионка мира и Европы, победительница многих турниров национального и международного значения. Также известна как тренер по дзюдо.

## Биография
Катрин Флёри родилась 18 июня 1966 года в Париже. Проходила подготовку в клубе единоборств в Леваллуа-Перре.
Впервые заявила о себе в сезоне 1986 года, став второй в зачёте полусредней весовой категории взрослого французского национального первенства. Первого серьёзного успеха на взрослом международном уровне добилась в 1989 году — в этом сезоне впервые выиграла чемпионат Франции в полусреднем весе, одержала победу на домашнем этапе Кубка мира в Париже, была лучшей на чемпионате Европы в Хельсинки и на чемпионате мира в Белграде. На европейском первенстве 1991 года добавила в послужной список бронзовую награду. Благодаря череде удачных выступлений удостоилась права защищать честь страны на летних Олимпийских играх в Барселоне — одолела здесь всех своих соперниц, в том числе израильтянку Яэль Арад в финале, и завоевала тем самым золотую олимпийскую медаль.
После победной барселонской Олимпиады Флёри осталась в основном составе дзюдоистской команды Франции и продолжила принимать участие в крупнейших международных турнирах. Так, в 1993 году она выступила на чемпионате Европы в Афинах, где стала бронзовой призёркой в своём весовом дивизионе. Два года спустя добавила в послужной список бронзовые награды, выигранные на европейском первенстве в английском Бирмингеме и на мировом первенстве в японской Тибе соответственно. На чемпионате Европы 1996 года в Гааге получила серебро, потерпев поражение в финале от представительницы Бельгии Геллы Вандекавейе. Будучи в числе лидеров французской национальной сборной, благополучно прошла квалификацию на Олимпийские игры в Атланте — пыталась повторить успех четырёхлетней давности, однако оба своих поединка поиграла — была побеждена россиянкой Татьяной Богомягковой и японкой Юко Эмото.
Впоследствии Катрин Флёри-Вашон ещё в течение некоторого времени продолжала участвовать в соревнованиях, выступала на клубном уровне, хотя крупных побед больше не одерживала. Последний раз показала сколько-нибудь значимый результат на международной арене в сезоне 2000 года, когда боролась в финале клубного Кубка Европы в Леваллуа-Перре, где удостоилась серебряной награды. Вскоре по окончании этих соревнований приняла решение завершить карьеру профессиональной спортсменки, уступив место в сборной молодым французским дзюдоисткам.
Замужем за французским дзюдоистом Кристианом Вашоном, серебряным призёром европейского первенства. В настоящее время работает тренером по дзюдо в женской национальной сборной Франции. Шурин — чемпион Европы, призёр чемпионата мира Роже Вашон.